# Royal Air Maroc
Royal Air Maroc (àrab: الخطوط الملكية المغربية, al-Ḫuṭūṭ al-Malakiyya al-Maḡribiyya), normalment abreujat per RAM, és l'aerolínia nacional d'El Marroc, amb base a Casablanca. Duu a terme vols regulars internacionals des del Marroc a destinacions a Àfrica, Àsia, Europa i Amèrica del Nord. Així mateix opera rutes domèstiques i vols xàrter. El seu hub principal és l'Aeroport Internacional Mohammed V (CMN) de Casablanca.
Royal Air Maroc és membre de la Arab Air Carriers Organization (en anglès, Organització de Transportistes Aeris Àrabs).
El govern marroquí posseïx el 95,95% de l'aerolínia i Air France el 2,86%. El govern busca privatitzar parcialment la companyia venent un 25%. Royal Air Maroc compta amb 5719 empleats i posseïx el 99% d'Atlas Blue, així com el 51% d'Air Senegal International i de Air Gabon International.

## Flota
La flota de Royal Air Maroc es compon dels següents aparells (2006): 
- 3 Airbus A321-200
- 2 ATR 42-300
- 2 Boeing 737-200 (Càrrega)
- 6 Boeing 737-500
- 5 Boeing 737-700
- 13 Boeing 737-800
- 1 Boeing 747-400
- 2 Boeing 757-200
- 3 Boeing 767-300